# Sáváteresztő szűrő

A sáváteresztő szűrő áramköri képe

A sáváteresztő szűrő (röviden sávszűrő) feladata az, hogy egy frekvenciatartományban kis csillapítást, ezen a frekvenciatartományon kívül nagy csillapítást tanúsítson.

## Általános karakterisztikája
FC – az a frekvencia, amit a sávszűrő a legkisebb csillapítással visz át
Bandwidth – a szűrő sávszélessége (B)
A sávszűrő jellemzésénél az átviteli frekvenciatartományt szokás még megadni f1 – f2 illetve fmin – fmax formában is.
A sávszűrő átviteli tartománya alatt azt a frekvenciatartományt értjük, amely tartományban a csillapítás 3 dB-nél kisebb.
{\displaystyle B=f_{max}-f_{min}=f_{2}-f_{1}}
f1 vagy fmin  – alsó törésponti frekvencia
f2 vagy fmax – felső törésponti frekvencia 

## Felhasználása

### Rádiótechnika
Nagyfrekvenciás sáverősítők, antennaerősítők erősítési frekvenciatartományát meghatározó elem. Atviteli tartományuk általában egy rádiófrekvenciás sáv.

### Hangtechnika
- Grafikus equalizerek
- Többutas hangdobozoknál a hangfrekvencia-tartományok szétválasztása (LC körök)

### Digitális jelfeldolgozás
- Hangjelen a grafikus ekvalizernek megfelelő hatás megvalósítása
- Képjelen különféle effektek épülnek sáváteresztő szűrésre.

## Megvalósítása

### Rezgőkör
A legegyszerűbb sáváteresztő szűrő egy lerontott Q jósági tényezőjű rezgőkör. Egy rezgőkörnek minél inkább lerontjuk a jósági tényezőjét, annál szélesebb lesz az átviteli tartománya.
Egy rezgőkör jósági tényezőjét úgy ronthatjuk le, hogy a reaktív elemekkel sorba és/vagy párhuzamosan ellenállásokat iktatunk be.

### RC kapcsolással[2]
Egyszerű sáváteresztő kapcsoláshoz jutunk, ha sorba kötünk elsőfokú alul- és felüláteresztő szűrőket.
A teljes áramkör láncmátrixa a két láncmátrix szorzata, mivel az első osztó kimeneti jelei megegyeznek a másik bemeneti jeleivel.
{\displaystyle A(s)={\begin{pmatrix}1+sR_{1}C_{1}&R_{1}\\sC_{1}&1\end{pmatrix}}{\begin{pmatrix}{\frac {1+sR_{2}C_{2}}{sR_{2}C_{2}}}&{\frac {1}{sC_{2}}}\\{\frac {1}{R_{2}}}&1\end{pmatrix}}}
Az átviteli függvény:
{\displaystyle H(s)={\frac {1}{A_{11}(s)}}={\frac {1}{(1+sR_{1}C_{1}){\frac {1+sR_{2}C_{2}}{sR_{2}C_{2}}}+{\frac {R_{1}}{R_{2}}}}}}
{\displaystyle H(s)={\frac {sR_{2}C_{2}}{1+s(R_{1}C_{1}+R_{2}C_{2}+R_{1}C_{2})+s^{2}R_{1}C_{1}R_{2}C_{2}}}}
A frekvenciaátviteli függvény az s → jω helyettesítéssel megkapható.
{\displaystyle \omega _{p1}\omega _{p2}={\frac {1}{R_{1}C_{1}R_{2}C_{2}}}}
{\displaystyle {\frac {1}{\omega _{p1}}}+{\frac {1}{\omega _{p2}}}=R_{1}C_{1}+R_{2}C_{2}+R_{1}C_{2}}

### Aktív RC sávszűrő, művelet erősítőkkel[3]
A legegyszerübb aktív sávszűrőkapcsolást a felüláteresztő illetve az aluláteresztő alapszűrőkapcsolások sorbakapcsolásával valósíthatjuk meg:
Az eredő sávszűrő átviteli függvénye:
{\displaystyle {\frac {u_{ki}}{u_{be}}}={\biggl (}1+{\frac {R4}{R3}}{\biggr )}{\biggl (}1+{\frac {R_{6}}{R_{5}}}{\biggr )}{\frac {j\omega R_{2}C_{2}}{(1+j\omega R_{1}C_{1})(1+j\omega R_{2}C_{2})}}}
Az alsó és felső töréspont frekvenciái:
{\displaystyle f_{1}={\frac {1}{2\pi R_{1}C_{1}}}}
{\displaystyle f_{2}={\frac {1}{2\pi R_{2}C_{2}}}}

### T topológia szerint kapcsolt LC körökkel[4]
{\displaystyle L_{1}=L_{2}={\frac {L_{SER}}{2}}}
{\displaystyle C_{1}=C_{2}=2C_{SER}}
{\displaystyle f_{c}={\sqrt {f_{1}f_{2}}}}
{\displaystyle Z_{0(f_{c})}={\sqrt {\frac {L_{3}}{C_{SER}}}}={\sqrt {\frac {L_{SER}}{C_{3}}}}}
{\displaystyle f_{1}={\frac {1}{2\pi }}{\biggl (}{\sqrt {{\frac {1}{L_{SER}C_{SER}}}+{\frac {1}{L_{SER}C_{3}}}}}-{\frac {1}{\sqrt {L_{SER}C3}}}{\biggr )}}
{\displaystyle f_{2}={\frac {1}{2\pi }}{\biggl (}{\sqrt {{\frac {1}{L_{SER}C_{SER}}}+{\frac {1}{L_{SER}C_{3}}}}}+{\frac {1}{\sqrt {L_{SER}C3}}}{\biggr )}}
{\displaystyle L_{SER}={\frac {2Z_{0}}{\omega _{2}-\omega _{1}}}}
{\displaystyle C_{SER}={\frac {\omega _{2}-\omega _{1}}{2\omega _{1}\omega _{2}Z_{0}}}}
{\displaystyle L_{3}={\frac {Z_{0}(\omega _{2}-\omega _{1})}{2\omega _{1}\omega _{2}}}}
{\displaystyle C_{3}={\frac {2}{Z_{0}(\omega _{2}-\omega _{1})}}}